# Dasmeusa flavescens
Dasmeusa flavescens är en insektsart som beskrevs av Metcalf 1955. Dasmeusa flavescens ingår i släktet Dasmeusa och familjen dvärgstritar. Inga underarter finns listade i Catalogue of Life.